# Войска СС
Войска СС, или Ваффен-СС (нем. die Waffen-SS) — боевые формирования отрядов охраны (CC).
Вначале назывались «резервными войсками СС». Название «войска СС» было впервые использовано зимой 1939/40 года. В ходе войны эти части находились под личным командованием рейхсфюрера СС Генриха Гиммлера. Части войск СС принимали участие как в военных действиях, так и в акциях айнзацгрупп (оперативных групп), осуществлявших геноцид. На Нюрнбергском процессе войска СС были обвинены в военных преступлениях. В заключении трибуналом были объявлены преступной группой члены СС, в том числе войск СС…

… которые были официально приняты в члены СС … или оставались её членами, зная, что эта организация используется для совершения [преступных] действий … или … были лично замешаны как члены организации в совершении … преступлений, исключая … лиц, которые были призваны в данную организацию государственными органами, причем таким образом, что они не имели права выбора, а также тех лиц, которые не совершали … [рассматриваемых трибуналом] преступлений … [а также] лиц, которые перестали быть членами … [организации] до 1 сентября 1939 года.— 
Комиссия ООН по правам человека осудила прославление бывших военнослужащих войск СС, и, в частности, открытие памятников и мемориалов, а также проведения публичных демонстраций бывших военнослужащих войск СС.

## Предыстория войск СС
Корни войск СС прослеживаются от основанной 17 марта 1933 года охраны штаба общих СС (Allgemeine-SS) в Берлине, состоявшей из 120 человек. Также и в других городах Германии надёжные члены СС были собраны в отряды СС и использовались для охранных целей. Эти отряды (численностью 100—120 человек) назывались позднее «казарменные сотни», а потом — «политические части». Задачей этих частей была вначале защита вождей СС и НСДАП. Вместе с СА они вошли в состав «Полицайдинст» (полицейская служба) и официально использовались в качестве вспомогательной полиции в патрулировании улиц. В 1937 году некоторые из «политических частей» были преобразованы в части СС «Мёртвая голова», которые стали использоваться для охраны концлагерей.

## История войск СС

### Задачи и цели

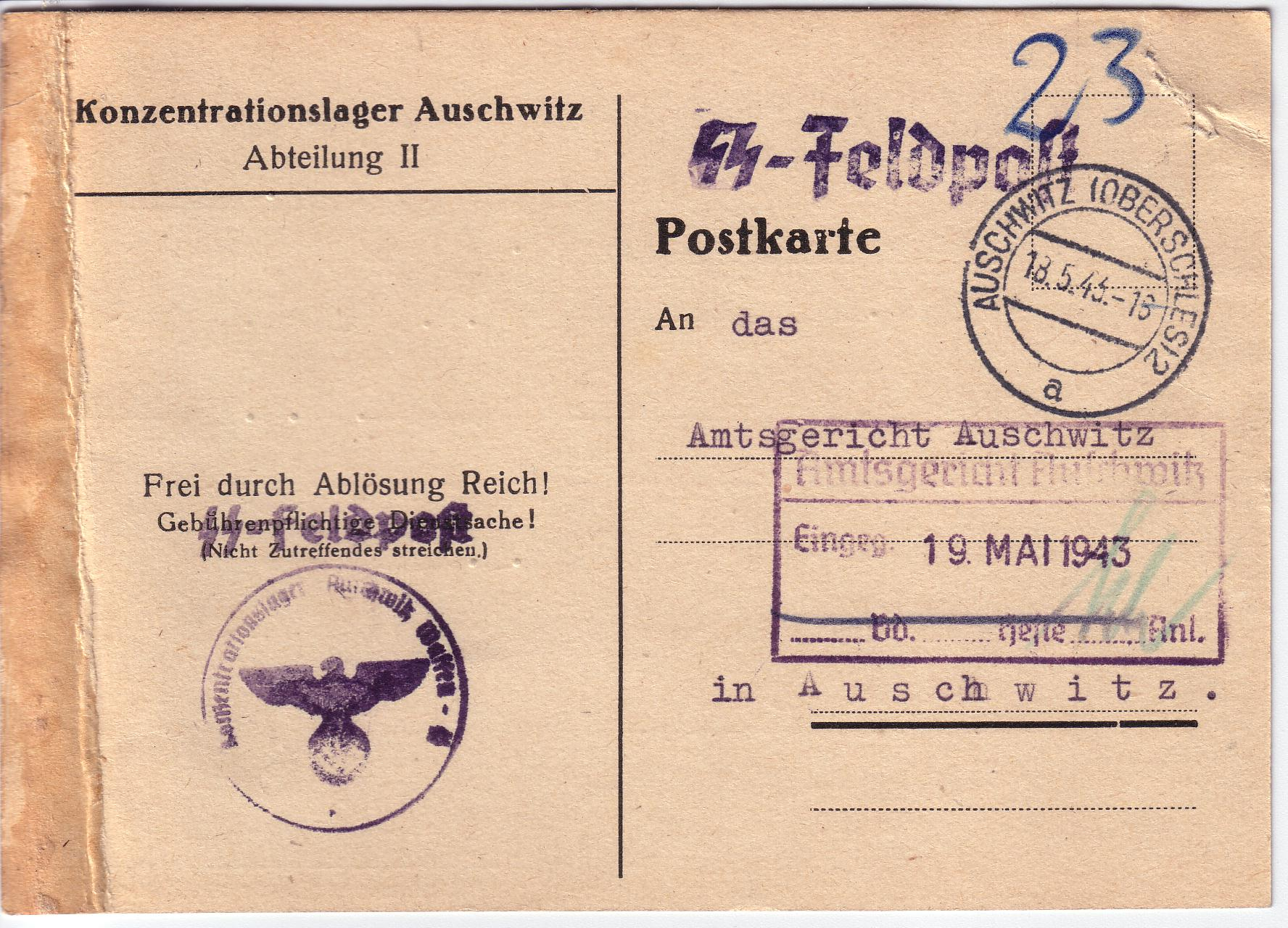
Почтовая открытка со штампом «Концентрационный лагерь Аушвиц (Освенцим) войск СС»

«Политические части» стали стержнем более поздних частей усиления СС (SS-Verfügungstruppe (SS-VT, SSVT)), состоявших в 1935 году из личного полка охраны Адольфа Гитлера (Leibstandarte Adolf Hitler (LAH)) в Берлине с личным составом 2600 человек и двух полков СС «Дойчланд» (SS-Standarte 1 „Deutschland“) в Мюнхене и «Германия» (SS-Standarte 2 „Germania“) в Гамбурге общей численностью 5040 человек. До нападения на Польшу Вермахт следил за тем, чтобы рядом с ним не возникла некая вторая армия. Однако уже в августе 1938 года по приказу фюрера был создан ещё один полк СС «Фюрер» (SS-Standarte 3 „Der Führer“) в Вене, численность войск СС была доведена до дивизии. Чтобы успокоить командование Вермахта, соединения «Мёртвая голова» («Мёртвая голова») и резервные войска СС до 1942 года официально относились к полиции.
Таким образом, Гитлер создал свои собственные войска, отличавшиеся «безусловной верностью» ему лично, задачей которых было обеспечение безопасности. Оба эти признака были присущи войскам СС и в дальнейшем и определяли их правовое и фактическое положение в нацистской Германии. Генрих Гиммлер, ставший с 1929 года рейхсфюрером СС, добавил к этим двум определение «элита». СС должны были быть не только «политически надёжными», но и принадлежать к «расе господ» в смысле национал-социалистической идеологии.
«Свидетельством о рождении войск СС» можно считать секретный приказ Гитлера от 17 августа 1938 года, в котором устанавливались задачи резервных войск СС и соединения «Мёртвая голова».
Войска СС были созданы к началу Второй мировой войны из однородных частей, таких как резервные войска СС, а также включённых до конца 1941 года охранных команд концлагерей, частей «Мёртвая голова». Опыты на людях, например в концлагере Бухенвальд, проводились врачами из войск СС, которые учитывали также собранное с зубов золото. Участие в этих опытах принимали также медики не входившие в СС, использовавшие уникальную возможность проведения на «свежем человеческом материале» различных экспериментов.
Хотя охранные части СС «Мёртвая голова» не были регулярными боевыми соединениями, проводилась их постоянная ротация с другими соединениями войск СС.

### Появление термина «ваффен-СС»
Понятие «ваффен-СС» (войска СС) стало применяться командованием СС неформально в начале ноября 1939 года и заменило собой в течение года старые названия «резервные войска» и соединения «Мёртвая голова». Самым ранним из известных документов, в котором применено понятие «ваффен СС», является приказ от 7 ноября 1939 года, в котором членам «общих СС» указывалось, что они могут быть замещающими начальниками в войсках СС и полиции. При этом «ваффен-СС» выступает в качестве собирательного названия для «вооружённых подразделений СС и полиции». Вскоре за тем, по приказу рейхсфюрера СС от 1 декабря 1939 года было установлено, что входит в состав войск СС. В соответствии с этим приказом к войскам СС относились следующие соединения и службы:
- Дивизия СС «Лейбштандарт СС Адольф Гитлер»[5];
- Дивизия СС «Рейх»;
- Дивизия СС «Мёртвая голова»;
- Полицейская дивизия СС;
- юнкерские школы СС;
- Отряды «Мёртвая голова», занимавшиеся охраной концлагерей;
- служба комплектации СС;
- служба вооружений и приборов СС;
- служба кадров войск СС;
- кавалерийская и автомобильная служба войск СС;
- служба обеспечения войск СС;
- санитарная служба войск СС;
- управление войск СС;
- суд СС.

Несмотря на то, что такая организация была введена Гиммлером без правового обоснования, Гитлер безоговорочно её поддержал. По мнению Гитлера, внутреннее деление СС было личным делом Гиммлера: 179 должностей были переведены из общих СС в войска СС.
В 1940 году Гитлер обосновал необходимость войск СС:

«Великогерманское государство в своём окончательном виде будет охватывать в своих границах не только народы, которые с самого начала благожелательно настроены к рейху. Поэтому необходимо создать в ядре рейха государственные полицейские войска, способные представлять и поддерживать внутренний авторитет рейха».

Необычно осторожное введение нового названия предстаёт, глядя назад, как умелый, скорее психологический, чем властный ход, проводящий в жизнь политику как экспансии, так и интеграции. Общее наименование «ваффен СС» показывало как волю к созданию возможно более независимой от вермахта армии СС, так и претензию на равенство всех частей войск СС между собой. Но не только это: в тот момент, когда почти одновременно было создано 4 неполных дивизии СС, Гиммлеру было нужно общее название для этих войск, ведь общее командование над СС ему ещё не было передано.
Тем не менее генерал-фельдмаршал Эрих Фон Манштейн впоследствии назвал идею создания войск СС непростительной ошибкой.

Как бы храбро ни сражались всегда дивизии войск СС, каких бы прекрасных успехов они не достигали, всё же не подлежит никакому сомнению, что создание этих особых военных формирований было непростительной ошибкой. Отличное пополнение, которое могло бы в армии занять должности унтер-офицеров, в войсках СС так быстро выбывало из строя, что с этим никак нельзя было примириться. Пролитая ими кровь ни в коей мере не окупалась достигнутыми успехами.— Эрих Фон Манштейн Утерянные Победы.
Войска СС включали в себя все части СС, которые подчинялись главному командованию и внутри него командованию войск СС. Сюда причислялись как дивизии СС (тактически подчинённые сухопутным войскам), так и охранные батальоны СС «Мёртвая голова», организационно входившие с 1940—1941 годов в состав хозяйственной и управленческой службы СС, отвечавшей за лагеря смерти и концентрационные лагеря, подчинявшиеся, однако, командованию войск СС. Имел место также обмен личным составом между этими частями.
В 1942 году на средства войск СС и под крышей исследовательского общества Аненербе был основан Институт военных исследований. Институт, среди прочего, проводил в концентрационных лагерях смертельные эксперименты на заключённых. Эти эксперименты рассматривались в Нюрнбергском трибунале, особенно в «деле врачей». Многие из учёных, участвовавших в этих экспериментах, были членами войск СС.

## Военная организация и концепция
Организацией резервных войск СС занимались прежде всего бывший генерал, впоследствии оберстгруппенфюрер СС Пауль Хауссер и ушедший из вермахта Феликс Штайнер. Оба основали юнкерские школы СС для обучения руководящих кадров войск, причём каждый следовал своей концепции. В то время как Хауссер хотел перенять «старую школу» прусских военных, Штайнер принял революционное решение в пользу небольших боевых групп, основываясь на своём опыте времён Первой мировой войны. Похожие мысли высказывал также Клаус фон Монтиньи, который отвечал до 1936 года, когда присоединился к Штайнеру, за обучение частей «Мёртвая голова» в концлагере Дахау. В 1939 году фон Монтиньи вернулся в Дахау из-за размолвки с Теодором Эйке. При создании новых дивизий Эйке потребовались старые профессиональные военные, которых он ненавидел. С конца 1939 по 1940 год Кассий фон Монтиньи исполнял обязанности начальника штаба в дивизии СС «Мёртвая голова».
Дивизии войск СС внешне походили на дивизии вермахта, однако при некоторых организационных отличиях часто имели больше личного состава и вооружения и, соответственно, были сильнее в военном отношении:
- пехотная дивизия СС в отличие от вермахта, имела в составе дополнительно зенитный артиллерийский дивизион и батальон снабжения;
- в горнопехотной дивизии СС имелась танковая рота или батарея штурмовых орудий, а также зенитный и батальон снабжения;
- моторизованная дивизия СС  была почти одинакова с аналогичными соединениями вермахта, однако имела в своём составе не 14, а 15 рот, а также пулемётный, зенитный батальоны и батальон снабжения;
- танковая дивизия СС имела не десять, как аналогичные соединения вермахта, а пятнадцать моторизованных рот, кроме того, танковые полки были больше (как правило, на один взвод в каждой танковой роте — вместо 17 положенных по штатам вермахта[7] было 22 танка) и имели дополнительно сапёрный батальон, две роты мостоукладчиков, зенитный батальон, батальон снабжения и мортирный дивизион. Позже, в 1944 году, часто также миномётный дивизион, вооружённый преимущественно ракетными установками «Панцерверфер» на полугусеничном ходу;
- кавалерийская дивизия СС состояла из двух моторизованных кавалерийских бригад с небольшой артиллерийской частью и танкоремонтной эвакуационной частью. Наряду с тем были обычные батальоны поддержки и дополнительные зенитный батальон и батальон снабжения;
- подразделения СС специального назначения/диверсионные подразделения СС выполняли функции разведки, саботажа и проведения тайных операций. Были образованы в октябре 1944 из бывших диверсионных батальонов СС и части вермахта дивизия Бранденбург. Эти подразделения специального назначения использовались и Отто Скорцени при проведении тайных операций. Часто в их состав включались и подразделения из 500-го парашютно-десантного батальона СС.

Главные отличия от дивизий вермахта, таким образом, следующие:
- каждая полевая дивизия войск СС имела свой зенитный батальон и батальон снабжения;
- каждая горнопехотная дивизия имела танковую часть или дивизион штурмовых орудий;
- каждая танковая дивизия располагала миномётной частью;
- все дивизии были больше по численности личного состава.

## Звания в войсках СС
Звания войск СС приводятся в сравнении с соответствующими званиями вермахта.
Названия званий были переняты от СА и «общих СС». Первоначально СС были одной из группировок СА, как и другие нацистские группы, такие как NSKK и NSFK.
| Войска СС                                          | Германские сухопутные силы          | Германский флот (Марине) | Германские ВВС (Люфтваффе) |
| -------------------------------------------------- | ----------------------------------- | ------------------------ | -------------------------- |
| Манн СС/Шутце СС                                   | Рядовой, стрелок, гренадер, канонир | Матрос                   | Флигер / Рядовой ВВС       |
| Обер-шутце СС                                      | Обер-гренадер                       | -                        | -                          |
| Штурмманн СС                                       | Ефрейтор                            | Матрозен-ефрейтор        | Ефрейтор                   |
| Роттенфюрер СС                                     | Обер-ефрейтор                       | Матрозен-обер-ефрейтор   | Обер-ефрейтор              |
| соответствия в войсках СС нет                      | -                                   | Матрозен-гаупт-ефрейтор  | Гаупт-ефрейтор             |
| соответствия в войсках СС нет                      | Штабс-ефрейтор                      | Матрозен-штабс-ефрейтор  | Штабс-ефрейтор             |
| Унтершарфюрер СС                                   | Унтер-офицер                        | Маат                     | Унтер-офицер               |
| Шарфюрер СС                                        | Унтер-фельдфебель                   | Обер-маат                | Унтер-фельдфебель          |
| соответствий в войсках СС нет                      | Фенрих                              | Фенрих цур зее           | -                          |
| Обершарфюрер СС                                    | Фельдфебель                         | Фельдфебель              | Фельдфебель                |
| Гауптшарфюрер СС                                   | Обер-фельдфебель                    | Обер-фельдфебель         | Обер-фельдфебель           |
| Штабсшарфюрер СС                                   | Гаупт-фельдфебель                   | Штабс-фельдфебель        | -                          |
| соответствий в войсках СС нет                      | Обер-фенрих                         | Обер-фенрих цур зее      | -                          |
| Штурмшарфюрер СС                                   | Штабс-фельдфебель                   | Штабс-обер-фельдфебель   | Штабс-фельдфебель          |
| Унтерштурмфюрер СС                                 | Лейтенант                           | Лейтенант цур зее        | -                          |
| Оберштурмфюрер СС                                  | Обер-лейтенант                      | Обер-лейтенант цур зее   | Обер-лейтенант             |
| Гауптштурмфюрер СС                                 | Гауптманн / Ротмистр                | Капитан-лейтенант        | Капитан                    |
| Штурмбаннфюрер СС                                  | Майор                               | Корветтен-капитан        | Майор                      |
| Оберштурмбаннфюрер СС                              | Оберст-лейтенант                    | Фрегаттен-капитан        | Оберст-лейтенант           |
| Штандартенфюрер СС                                 | Оберст                              | Капитан цур зее          | Оберст                     |
| Оберфюрер СС                                       | соответствия в вермахте нет         | Коммодор                 | -                          |
| Бригадефюрер СС и генерал-майор войск СС           | Генерал-майор                       | Контр-адмирал            | Генерал-майор              |
| Группенфюрер СС и генерал-лейтенант войск СС       | Генерал-лейтенант                   | Вице-адмирал             | Генерал-лейтенант          |
| Обергруппенфюрер СС и генерал войск СС             | Генерал войск                       | Адмирал                  | Генерал ВВС                |
| Оберстгруппенфюрер СС и генерал-полковник войск СС | Генерал-оберст                      | Генерал-адмирал          | Генерал-оберст             |
| Рейхсфюрер СС и генерал-фельдмаршал войск СС       | Генерал-фельдмаршал                 | Гросс-адмирал            | Генерал-фельдмаршал        |
| соответствий в войсках СС нет                      | -                                   | -                        | Рейхсмаршал                |

Звание рейхсфюрера СС в нацистской Германии имели 2 человека — Генрих Гиммлер и Карл Ханке (до 1934 «рейхсфюрер СС» означало должность, а не звание), звание рейхсмаршала (высший чин в вермахте) — только один (Герман Геринг).

### Источник
- Шунков В. Н. Вермахт. Минск: ООО «Харвест», 2007. — 448 с. С. 43—44.
- Ньютон С. «Пожарник Гитлера» фельдмаршал Модель / пер. с англ. — М.: АСТ, АСТ Москва, Хранитель, 2007. — 507 с. С. 436—437. — Приложение 1.
- Романько О. В.  Коричневые тени в Полесье. Белоруссия 1941—1945. — М.: Вече, 2008. — 432 с.

## Армии СС
В ходе войны были созданы две армии СС: 6-я и 11-я танковые армии СС.

## Корпуса СС
В отличие от армий СС, созданные в годы войны различные корпуса СС зарекомендовали себя в основном хорошо. Особой боеспособностью отличались первые четыре корпуса войск СС. В состав этих корпусов входили элитные дивизии СС, а во главе самих корпусов были поставлены лучшие и опытнейшие генералы войск СС. Каждый корпус должен был состоять из двух-трёх дивизий и ряда вспомогательных частей. Вспомогательные корпусные подразделения получали трёхзначный арабский номер 101 и выше в соответствии с номером корпуса. Наиболее ценные в боевом отношении корпусные части в сентябре 1944 года получили номера 501 и выше.
Всего было создано восемнадцать армейских корпусов разного назначения.
- I танковый корпус СС «Лейбштандарт» — управление было создано 27 июня 1943 года в Берлине; корпусные части формировались в Беверлоо, танковое соединение — в Майли-ле-Камп. В состав корпуса входили различные вспомогательные части с номером 101, наиболее важные из них в сентябре 1944 года были подчинены непосредственно рейхсфюреру и получили номер 501.
- II танковый корпус СС — управление корпуса было создано 13 мая 1942 года в городе Берген, а летом началось формирование частей корпусного подчинения. Части корпусного подчинения имели номер 102.
- III танковый корпус СС (Германский) — был создан 30 марта 1943 года в ходе переформирования различных национальных легионов в более крупные тактические единицы. С 19 апреля 1943 года управление корпуса и различные вспомогательные части стали формироваться на полигоне Графенвёр. Части корпусного подчинения имели номер 103.
- IV танковый корпус СС — управление корпуса было создано по приказу ФХА (Главное оперативное управление СС — SS Führungshauptamt) от 1 июня 1943 года. С 5 августа 1943 года в Пуатье началась организационная работа по созданию штаба и частей корпуса, однако уже осенью 1943 года корпус передал ряд своих служащих на формирование VI и VII корпусов СС. При этом его фактическое формирование прекратилось и лишь 30 июня 1944 года корпус был реанимирован путём переименования существовавшего VII танкового корпуса СС. Вспомогательные части, входившие в состав корпуса, получили № 104.
- V добровольческий горный армейский корпус СС — управление было создано 1 июля 1943 года в Берлине. Корпус планировалось использовать как штаб антипартизанских частей в Югославии. Подчинённые корпусу дивизии находились в различных местах. Корпусные части имели номер 105.
- VI добровольческий армейский корпус СС (латышский) — приказом ФХА от 8 октября 1943 года для руководства латышскими частями был создан VI корпус СС. управление корпуса был создан из офицеров IV танкового корпуса СС и чинов инспекции Латышского легиона на полигоне Графенвёр. Корпусные части имели номер 106.
- VII танковый корпус СС — управление было создано 3 октября 1943 года. Весной 1944 на территории Германии начали формироваться некоторые корпусные части. 30 июня все сформированные корпусные части были переданы в состав IV танкового корпуса СС, а 20 июля 1944 года управление корпуса было расформировано. Для корпусных частей был установлен номер 107.
- 8-й кавалерийский корпус СС — был создан в 1944 году, но существовал только на бумаге. В его состав планировалось включить 8-ю и 22-ю кавалерийские дивизии СС, но обе в конце 1944 года были переданы в состав IX корпуса СС.
- IX горный армейский корпус войск СС (хорватский) — управление было создано 29 мая 1944 года на основе штаба 7-й добровольческой горнопехотной дивизии СС. Образование корпуса проходило в Хорватии путём переименования различных частей 7-й и 13-й дивизий СС в части корпусного подчинения с присвоением им номера 109.
- X армейский корпус СС — управление было создано 25 января 1945 года на основе штаба XIV армейского корпуса СС. Из корпусных частей была создана лишь одна рота связи с номером 110.
- XI армейский корпус СС — управление было создано 6 августа 1944 года в Бреслау. Части корпусного подчинения имели номер 111.
- XII армейский корпус СС — управление корпуса было создано 1 августа 1944 года. В сентябре на основе штабных частей 310-й артиллерийской дивизии были созданы управление корпуса и некоторые корпусные подразделения. Для корпусных частей предназначался номер 112.
- XIII армейский корпус СС — управление корпуса было создано 7 августа 1944 года в Бреслау. основой для штаба и корпусных частей послужили части 312-й артиллерийской дивизии. Для корпусных частей предназначался номер 113.
- XIV армейский корпус СС — управление было создано 4 ноября 1944 года в Эльзас Лоране путём переформирования командного штаба по борьбе с бандитизмом. Вспомогательные корпусные части начали формироваться 10 ноября 1944 года. Для корпусных частей предназначался номер 114.
- XV казачий кавалерийский корпус СС — весной 1943 года на территории Польши из добровольцев-казаков была создана 1-я казачья кавалерийская дивизия под командованием генерал-майора Гельмута фон Паннвица. В составе дивизии было две трёхполковые бригады и ряд дивизионных частей. 17 ноября 1944 года 1-я кавдивизия была передана в состав войск СС, а 1 февраля 1945 года на её основе был создан XV казачий кавкорпус СС.
- XVI армейский корпус СС — управление создано 15 января 1945 года. До конца войны корпус находился в стадии формирования в Западной Германии.
- XVII войсковой армейский корпус СС (венгерский) — управление было создано в марте 1945 года для контроля за формированием венгерских частей войск СС.
- XVIII армейский корпус СС — управление создано в декабре 1944 года.

## Дивизии войск СС

### Обзор
До мая 1945 года было сформировано 39 дивизий войск СС.
К формированию планировались ещё семь дивизий, получивших также и названия, однако формирование этих соединений не было начато ввиду окончания войны:
- 39-я горнопехотная дивизия СС «Андреас Гофер» (нем. 39. SS-Gebirgs-Division «Andreas Hofer»);
- 40-я добровольческая моторизованная дивизия СС «Фельдхернхалле» (нем. 40. SS-Freiwilligen-Panzergrenadier-Division «Feldherrnhalle») (бывшая моторизованная дивизия «Фельдхернхалле» и бывшая 13-я танковая дивизия);
- 41-я добровольческая пехотная дивизия СС «Калевала» (1-я финская) (нем. 41. Waffen-Grenadier-Division der SS «Kalevala» (finnisches Nr. 1)) (название вначале предназначалось в 1943 году для немецко-финского моторизованного полка в 5-й дивизии СС «Викинг», но не было использовано по политическим причинам);
- 42-я пехотная дивизия СС «Нидерзаксен» (нем. 42. SS-Grenadier-Division «Niedersachsen»);
- 43-я пехотная дивизия СС «Рейхсмаршал» (нем. 43. SS-Grenadier-Division «Reichsmarschall»);
- 44-я моторизованная дивизия СС «Валленштейн» (нем. 44. SS-Panzergrenadier-Division «Wallenstein») (под этим названием часто подразумевают части СС, участвовавшие в боях за Прагу);
- 45-я пехотная дивизия СС «Варэгер» (нем. 45. SS-Grenadier-Division «Waräger») (название и прежде использовалось временно для обозначения 11-й дивизии СС «Нордланд»,а также для 1-го добровольческого полка СС «Варяг»).

### Различие между дивизиями СС и ваффен-дивизиями СС
Считается, что ваффен-гренадерские (добровольческие пехотные) дивизии, ваффен-горнопехотные дивизии и ваффен-кавалерийские дивизии состояли главным образом из иностранных добровольцев, а обозначение было введено Генрихом Гиммлером для отличия их от дивизий с «германским» личным составом. Соединения, состоявшие главным образом из не-немцев, назывались также «легионами», а их личный состав — легионерами или легионерами СС.
В соответствии с этим их боевая ценность часто рассматривалась как незначительная и посредственная, поскольку штатная численность (а соответственно и боевая мощь) большинства из образованных с 1944 года дивизий (начиная с 18-й) никогда не достигала запланированной, и они участвовали в боях (если вообще участвовали) как войсковые группы в составе более крупных соединений. Кроме того, прежде всего весной 1945 года, для доукомплектования дивизий СС привлекались и части вермахта (например, в случае 36-й добровольческой пехотной дивизии СС).
Многие дивизии были расформированы или разбиты в боях, а их номера были переданы вновь образованным. 23-я горнопехотная дивизия СС «Кама» (2-я хорватская) была расформирована по причине нехватки личного состава. 29-я добровольческая пехотная дивизия СС «РОНА» (1-я русская) под командованием бригадефюрера СС Бронислава Каминского, образованная из Бригады Каминского, была расформирована в ноябре 1944 года. 30-я добровольческая пехотная дивизия СС была расформирована ввиду ненадёжности личного состава и разделена между 30-й добровольческой пехотной дивизией СС (1-я белорусская) и РОА.
12 февраля 1945 года, при взятии Будапешта было уничтожено три дивизии СС (8-я, 22-я и 33-я). Некоторые дивизии, как, например — 1-я танковая дивизия СС «Лейбштандарт СС Адольф Гитлер», 2-я танковая дивизия СС «Рейх», 3-я танковая дивизия СС «Мёртвая голова» и 12-я танковая дивизия СС «Гитлерюгенд», были уничтожены неоднократно, а затем формировались заново.
Сформированные весной 1945 года дивизии представляли собой главным образом не законченные соединения, а наспех сколоченные подразделения из частей действующих дивизий, тыловых частей войск СС и подразделений добровольцев.

### Неосуществлённые проекты. «Бумажные дивизии» СС
Главное оперативное управление СС в годы войны планировало сформировать ещё несколько дивизий СС. Информация об этих дивизиях встречается либо в бумагах управления, либо в письмах и речах руководителей СС и функционеров НСДАП. Впрочем, процесс организации некоторых из этих дивизий был начат, но обстановка на фронте, либо другие причины, не позволили довести его до конца.
- Добровольческая дивизия СС «Шведт» — создана в 1945 году в районе города Шведт из частей СС особого назначения. Обороняла город Шведт — создана на основе соединений «Митте» и «Нордвест».
- Дивизия СС «Валенштайн» — под этим названием в апреле—мае 1945 года действовали различные запасные и учебные части войск СС в Праге.
- Мусульманская дивизия СС «Нойе Туркестан» — одна из объявленных, но так никогда и не созданных.
- Добровольческая горнопехотная дивизия СС «Андреас Хофер» — совершенно «мифическая» дивизия СС, ибо попыток сформировать данную дивизию даже не предпринималось.
- Миномётная (ракетная) дивизия СС «Нордхаузен».

### Оценка
С 22 октября 1944 года дивизии СС получили сквозную нумерацию. Всего было назначено 38 номеров дивизий. Однако это не значит, что войска СС когда-либо располагали таким количеством полностью укомплектованных боеспособных дивизий. Особенно соединения с номерами выше 21-го, в силу обстоятельств, сложившихся в последний год войны, лишь номинально заслуживали названия дивизии и не могли завершить своё формирование прежде, чем их расформировывали, чтобы усилить другие дивизии, или уничтожали в боях. Кроме того, разнилась и боевая ценность дивизий, что зависело от количества фольксдойче и не немцев. Согласно данным Буркхарта Мюллер-Гиллебранда, в распоряжении командования никогда не было одновременно более 22 дивизий войск СС.
Всего в войсках СС было:
- 7 танковых дивизий;
- 8 моторизованных дивизий;
- 4 кавалерийские дивизии;
- 6 горнопехотных дивизий;
- 5 пехотных дивизий;
- 12 добровольческих пехотных дивизий (пехотных из иностранцев).

## Бригады войск СС

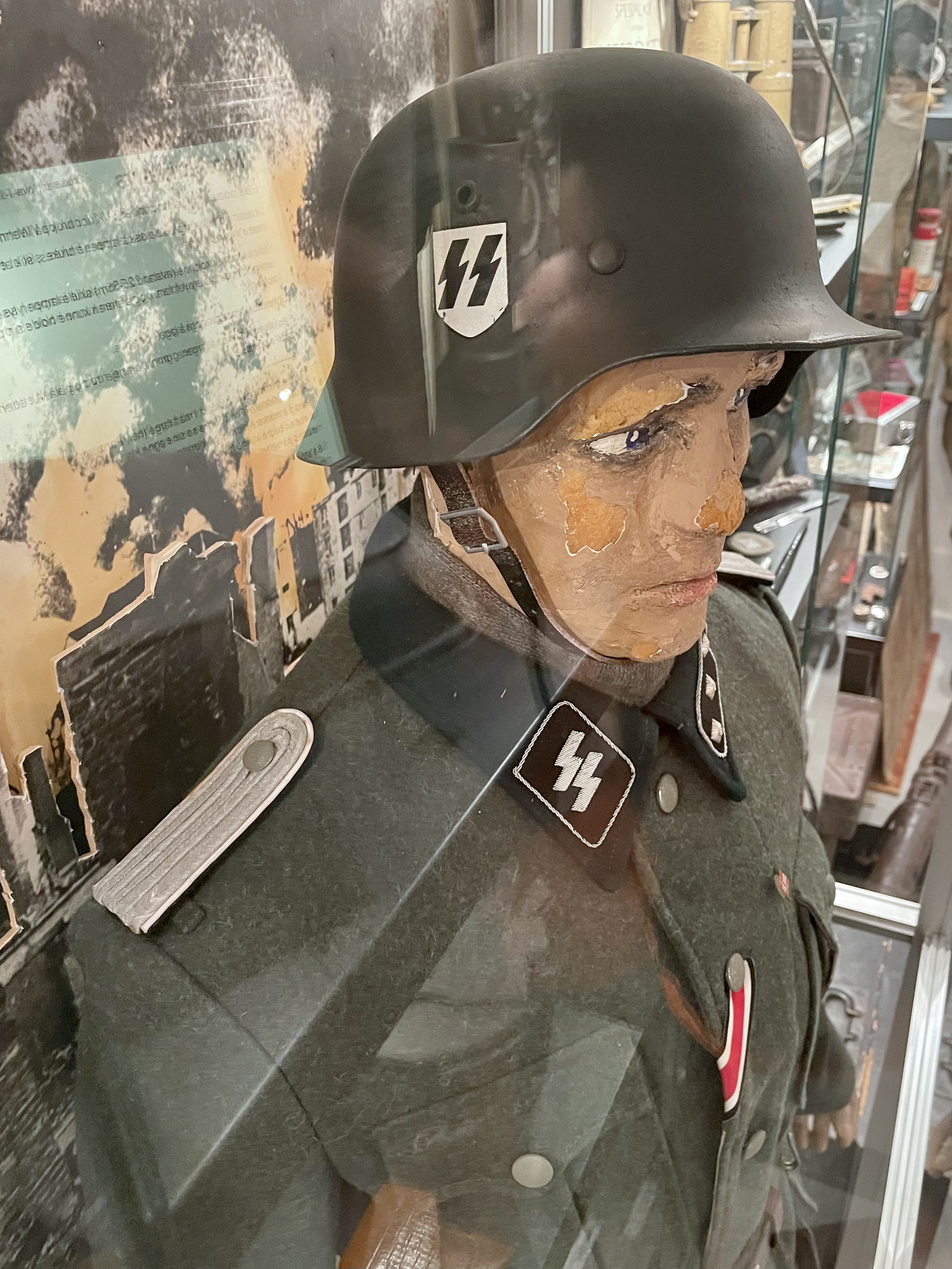
Форма войск СС, с рунами в декали каски и в правой петлице

Помимо дивизий, в составе войск СС также существовал ряд бригад. Первой бригадой войск СС стал «Лейбштандарт СС Адольф Гитлер», в 1942 г. переформированный в дивизию. За ним та же участь постигла практически все сформированные бригады СС.
Первоначально все бригады имели двухполковой состав и части поддержки, бригады, сформированные в 1944 г. и позже, состояли из 2—4 слабых батальонов.
- 1-я моторизованная бригада СС
- 2-я моторизованная бригада СС
- 2-я латышская добровольческая бригада СС
- 3-я эстонская добровольческая бригада СС
- 4-я добровольческая моторизованная бригада СС «Недерланд»
- 5-я добровольческая штурмовая бригада СС «Валлония»
- 6-я добровольческая штурмовая бригада СС «Лангемарк»
- 7-я добровольческая пехотная бригада СС «Шарлемань»
- 8-я татарская горнопехотная бригада СС
- 9-я добровольческая пехотная бригада СС «Италия»
- 10-я добровольческая пехотная бригада СС «Ландсторм Недерланд»
- Кавалерийская бригада СС
- Штурмовая бригада СС «Рейхсфюрер-СС»

Некоторые бригады войск СС были, по сути, временными боевыми группами, собранными из различных резервных и учебных частей СС для осуществления конкретной боевой задачи, после завершения которой они расформировывались.
- Бригада СС «Шульдт»
- Танковая бригада СС «Гросс»
- Танковая бригада СС «Вестфален»
- 49-я моторизованная бригада СС
- 50-я моторизованная бригада СС
- 51-я моторизованная бригада СС
- 150-я танковая бригада СС

## Иностранные формирования войск СС

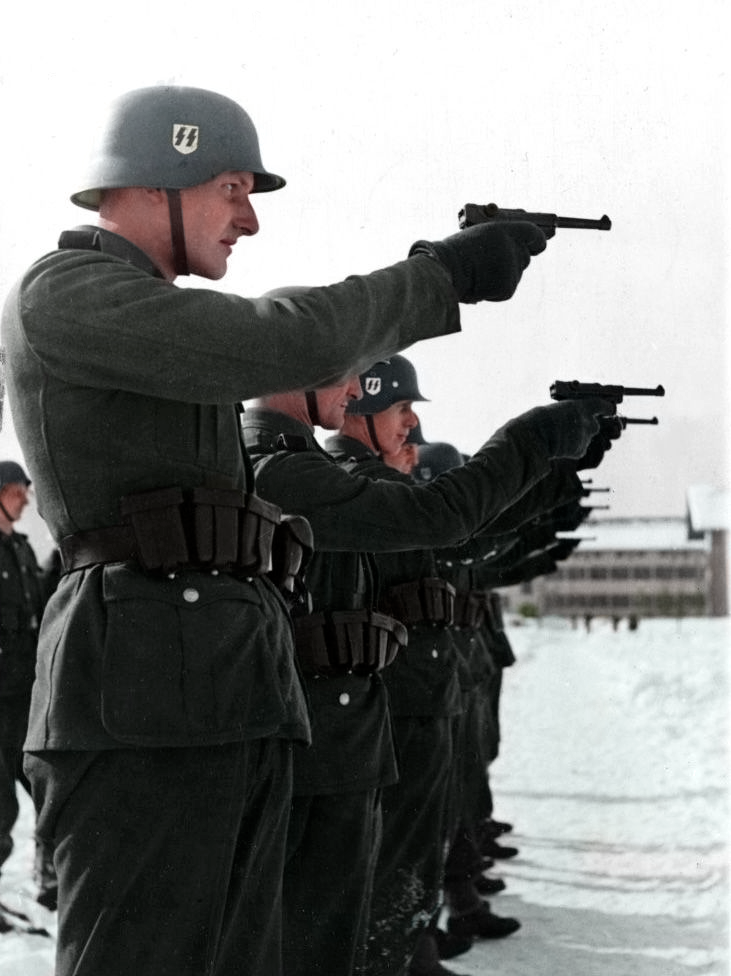
Солдаты войск СС на стрельбище с пистолетом Люгера

Появление иностранных формирований было связано с крайне ограниченным числом призывников, достававшимся СС в ходе призыва. Данное ограничение не распространялось на не-граждан, в связи с чем было принято решение о призыве в войска СС также не граждан Рейха — изначально фольксдойче и родственных немцам народов.

## Небоевые части войск СС

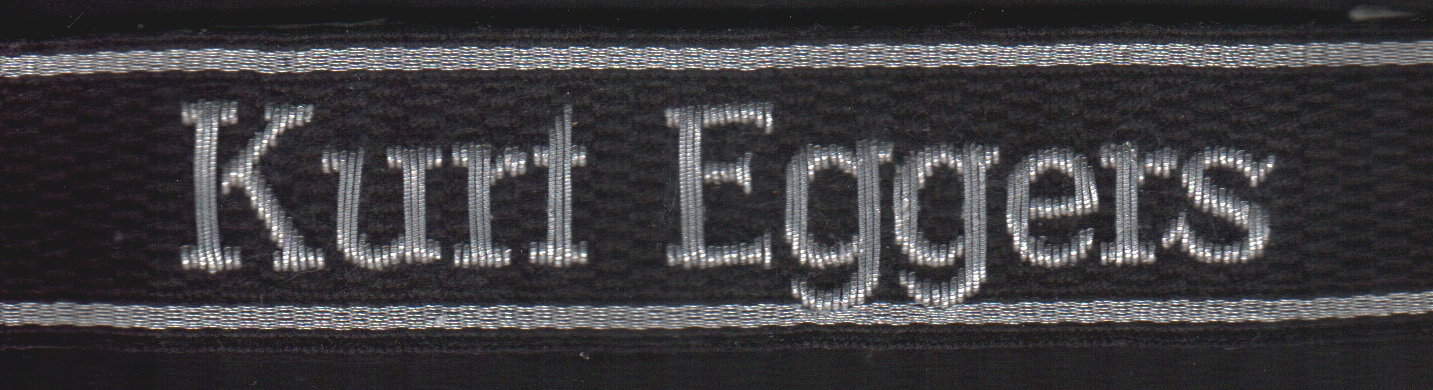
Нарукавная нашивка СС-штандарта «Курт Эггерс»

Наряду с используемыми на фронте частями и соединениями существовали также особые части, выполнявшие специальные, небоевые задачи:
- Охрана дорог СС (части дорожной полиции, выполнявшие охрану имперских дорог и дорожной инфраструктуры);
- Охрана почты СС (части охраны имперской почты, главным образом служащие почты в ведении войск СС);
- Сопроводительная команда СС (личный эскортный батальон Гитлера);
- Сопроводительный батальон рейхсфюрера СС (эскортный батальон Гиммлера);
- Зенитное подразделение CC «Б» (зенитная часть СС, предназначенная для охраны от воздушного нападения горной виллы Гитлера в Берхтесгадене);
- СС-штандарт «Курт Эггерс» (командование подразделений военных журналистов СС, которые были прикреплены к каждой дивизии);
- Военно-геологический батальон СС (военные геологи, которые придавались войскам в случае необходимости);
- Рентгеновский батальон СС (специальный батальон, которому подчинялись все рентгеновские техники).

## Военные преступления войск СС

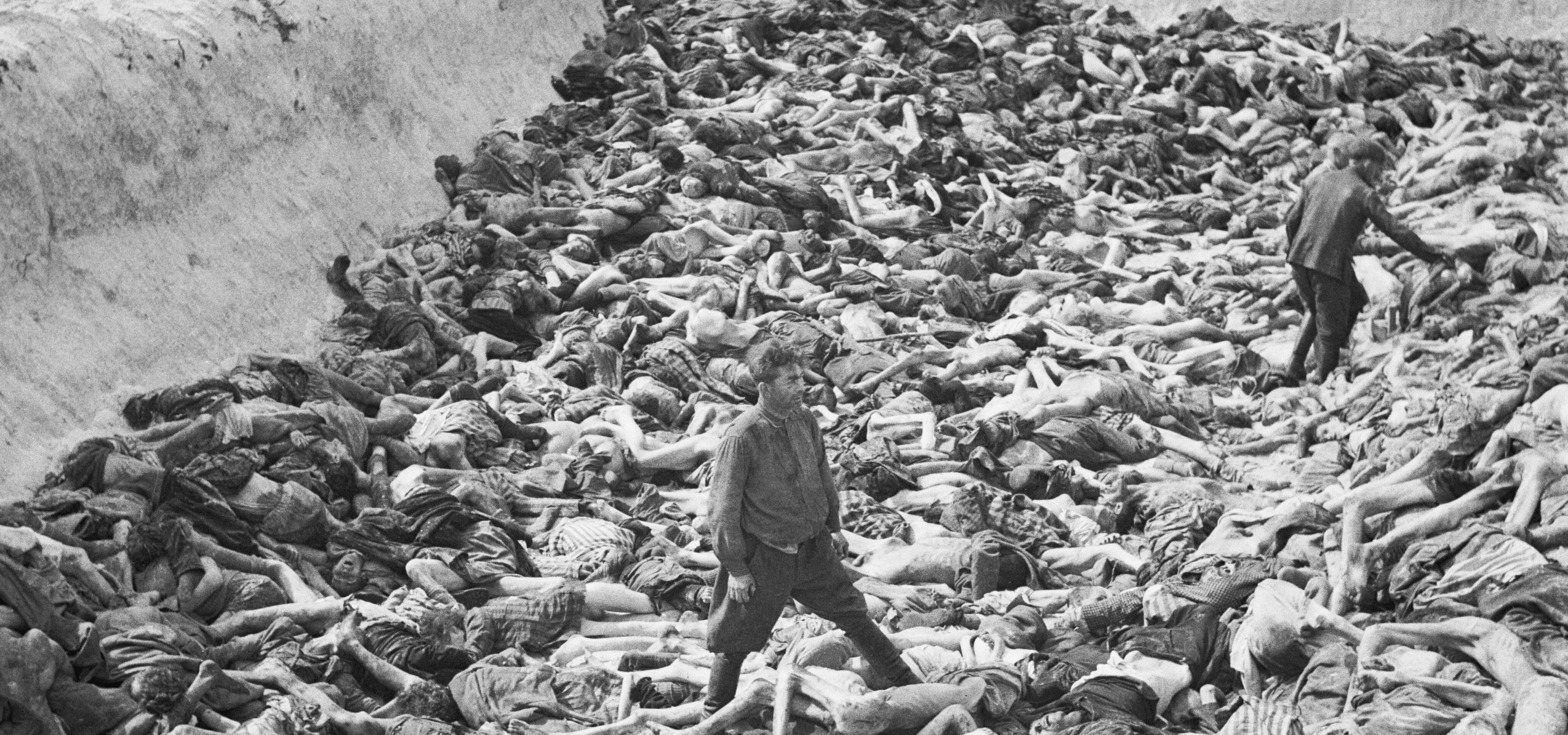
Офицер войск СС Фриц Кляйн на горе трупов в концлагере Берген-Бельзен

- 27 мая 1940 г. на ферме Ле-Парадиз (Франция) рота лейтенанта Фрица Кнохлейна из дивизии СС «Мертвая голова» столкнулась с упорным сопротивлением английских солдат 2-го батальона Королевского норфолкского полка. Прикрывая отход своих войск, английские солдаты сражались до последнего патрона. Когда патроны кончились, 100 английских солдат, подняв белый флаг, сдались в плен. Однако по приказу Кнохлейна их выстроили вдоль стены сарая и расстреляли. Англичан, оставшихся в живых, добивали штыками. Спаслось всего двое солдат, по показаниям которых после войны были найдены участники казни[9][10].
- В Орадур-сюр-Глан 10 июня 1944 рота дивизии СС «Рейх» расстреляла или сожгла живьём в своих домах 642 человека, среди них 245 женщин и 207 детей[11].
- 25 августа 1944 года в деревушке Майле́ на западе Франции в качестве мести за действия партизан были убиты 124 человека, среди них 44 ребёнка[12].
- В 1944 году солдаты войск СС расстреляли, согласно разным источникам, от 71 до 87 американских военнопленных в местечке Мальмеди[13][14][15].
- 20 апреля 2004 года в Специи, Италия, начался процесс против офицеров войск СС Герхарда Зоммера, Людвига Зоннтага и Альфреда Шёненберга, по обвинению в резне 12 августа 1944 года в Санта-Анна ди Стаццема (Sant’Anna di Stazzema недалеко от Лукки в Тоскане, во время которой было убито 560 мирных жителей, среди них 142 ребёнка[16][17][18]. В июне 2005 года Зоммер и девять солдат его части были заочно приговорены к пожизненному заключению.
- 8 июля 2004 года в Специи, Италия, начался процесс против офицера войск СС Германа Лангера[нем.] по обвинению в резне в тосканском монастыре Фарнета[итал.] вблизи Лукки 2 сентября 1944 года, во время которой было убито 60 мирных жителей[19]. 24 ноября 2005 года военный апелляционный суд Рима заочно приговорил Германа Лангера к пожизненному заключению за убийство 31 человека[20].

Многие преступления остались ненаказанными, так как обвинения против ответственных за них выдвигались слишком поздно или вообще не выдвигались по политическим мотивам (см. шкаф стыда).
Командир 36-й дивизии СС, Оскар Дирлевангер был удостоен Рыцарского креста за эффективное подавление восстания в Варшаве, во время которого дивизия совершала массовые военные преступления против населения.
В 2016 году парламент Польши признал преступления солдат дивизии СС «Галиция» против польского населения геноцидом.

## Войска СС иоперативные группы СС
После нападения на Советский Союз специально сформированные руководством СС для этого оперативные группы СС начали осуществлять массовые расстрелы евреев. Они также уничтожали советских и партийных работников, сотрудников НКВД, политработников Красной Армии. Личный состав оперативных групп СС A, B, C и D составлял от 500 до 1000 человек.
В оперативную группу A входило 990 человек, среди них — 133 из полиции безопасности и СД и 340 из войск СС. Лишь 29 августа 1941 года они расстреляли в Утена и Молетаи 582 мужчины, 1731 женщину и 1469 детей еврейского происхождения. До ноября 1941 года эта айнзатцгруппа уничтожила 136 421 еврея — мужчин, женщин и детей, 1064 коммуниста, 653 душевнобольных, что стало известно из найденного позже и использовавшегося в качестве доказательства на суде «Отчёта об исполнении».

## Потери

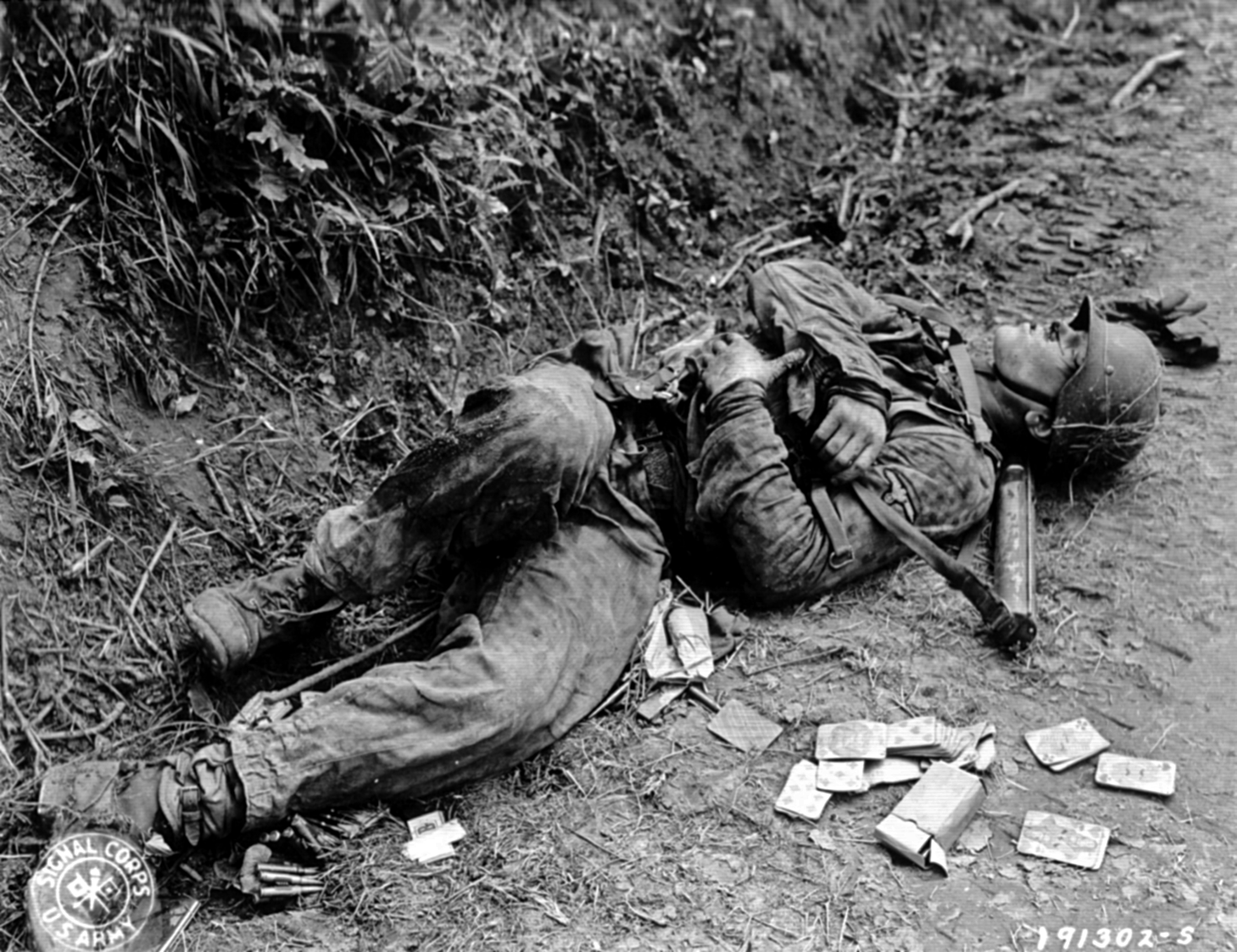
Убитый солдат войск СС в камуфляжном обмундировании

## Приём бывших эсэсовцев вбундесвер
После того, как по окончании Второй Мировой войны были созданы новые германские вооружённые силы — бундесвер, первоначально бывшие служащие войск СС со званием выше гауптштурмфюрера в них не принимались. В 1961 году решением комиссии экспертов по кадрам 159 бывших офицеров войск СС, 330 унтер-офицеров СС и 210 солдат СС были приняты на службу в качестве профессиональных военнослужащих или на срочную службу. Пять бывших членов Ваффен-СС позже были произведены в генералы Бундесвера. Это были бригадные генералы Гюнтер Бэр и Альфред Кендзиора, а также генерал-майоры Герхард Декерт и Михаэль Шваб, а также генерал-лейтенант Вернер Ланге. Трое бывших офицеров Генерального штаба сухопутных войск, переведенных из вермахта в войска СС и прикомандированных к высшим штабам Ваффен-СС, впоследствии стали генералами. Это были генерал-лейтенант Лео Хепп и два бригадных генерала Курт фон Эйнем и Август Фреде.

## Отношение к войскам СС в современности
Нельзя назвать солдат войск СС «такими же солдатами, как любые другие», по причине особого статуса этих войск, их национал-социалистического фанатизма и задач, выполнявшихся этими войсками, которые далеко выходили за рамки чисто военных. На это указывают биографии командиров войск СС, бывших прежде политическими бойцами. Униформа и эмблемы войск СС вызывают особое благоговение у неонацистов. Правительство Германии указывало в своем законопроекте о запрете НДПГ (не принятом парламентом) в числе прочего о «пристрастии к выражениям, понятиям и знакам отличия НСДАП, а также сопутствующих организаций, особенно войск СС».

### Объединения ветеранов войск СС
Ветераны войск СС создали влиятельное среди солдатских объединений в 1970-е годы Общество взаимопомощи бывших членов войск СС (ХИАГ), которое поддерживало интенсивные контакты с партиями в Федеративной Республике Германия. Лишь в 1980-х годах было достигнуто дистанцирование: ХДС прекратил сотрудничество, а СДПГ приняла постановление о недопустимости сотрудничества. Всегерманский союз HIAG, находившийся под наблюдением ведомства по защите Конституции из-за своих связей с правоэкстремистскими кругами, в конце 1992 самораспустился. Однако объединение продолжает существовать до сих пор на уровне федеральных земель.
Правоэкстремистское издательство «Munih-Verlag» продолжает издавать газету HIAG — «Доброволец» (нем. «Der Freiwillige»). Главным содержанием её публикаций является изображение войск СС в качестве обычных боевых частей и военная ностальгия. Наряду с этим публикуются статьи, в которых делаются попытки ревизии истории, касающиеся не только истории войск СС.
В Австрии, наряду с HIAG действует «Товарищество IV» — сообщество людей, интересующихся войсками СС. Эта организация проводит ежегодную «Встречу на Ульрихсберг» в Каринтии.
В Латвии ветераны 15-й и 19-й дивизий войск СС объединены в «Латвийском обществе национальных бойцов».
В Эстонии ветераны 20-й добровольческой пехотной дивизии СС проводят ежегодные сборы в местечке Синимяэ, возле возведённого там мемориала в честь этой дивизии и памятников 11-й добровольческой моторизованной дивизии СС «Нордланд», бригаде СС «Валлония» и всему 3-му танковому корпусу СС под командованием Феликса Штайнера.